# Pero hunaca
Pero hunaca är en fjärilsart som beskrevs av Robert W. Poole 1987. Pero hunaca ingår i släktet Pero och familjen mätare. Inga underarter finns listade i Catalogue of Life.